# Österreichischer Gehörlosenbund
La Österreichischer Gehörlosenbund (in lingua italiana Federazione dei Sordi Austriaci) è l'associazione della comunità sorda austriaca.